# Spirale de Fraser

Spirale de Fraser.

La spirale de Fraser est une illusion d'optique qui tient son nom du psychologue britannique James Fraser, qui l'étudia le premier en 1908. On l'appelle aussi « fausse spirale », ou, d'après son nom originel, « illusion des cordes emmêlées ».
Bien que composée de cercles concentriques, l'image donne l'impression d'une spirale sans fin. Ceci est dû au fait que des motifs réguliers (les cercles) sont combinés avec un motif non aligné (les bandes de couleur). L'illusion de Zollner et l'illusion du mur du café sont basés sur ce même principe, comme beaucoup d'autres illusions, impliquant qu'une succession d'éléments inclinés amène l'œil à percevoir des torsions et des dérivations fictives.